# Cristovam
Cristovam Roberto Ribeiro da Silva, noto semplicemente come Cristovam (Feira de Santana, 25 luglio 1990), è un calciatore brasiliano, difensore del Maringá.

## Caratteristiche tecniche
È un terzino destro.

## Carriera
Ha debuttato in Série A il 10 agosto 2019 disputando con il Ceará l'incontro vinto 4-1 contro la Chapecoense.